# Zelliger Arnold
Zelliger Arnold (Zohor, 1865. március 29. – Pozsony, 1953.) pozsonyi igazgató, tanító.

## Élete
Szülei Zelliger József kántortanító, később nagyszombati tanítóképző intézeti igazgató és Schilhanek Katalin. Zelliger Vilmos és Zelliger Alajos öccse, Zoltay Ágoston (1866 Malacka) és Zelliger Aurelia Anastasia Regina (1868 Malacka) bátyja. Felesége Zechmeister Erna (Ernestina; 1869-1953), fia Ernestus Arnoldus Elemér (1892 Pozsony) somorjai ügyvéd, közjegyző.
1883-ban végzett Nagyszombatban, majd Pozsonyban helyezkedett el. 1893-ban 10 aranyat kapott pályaművéért a magyar nyelv nem-magyar ajkú iskolákban való sikeres tanítási módja témájában.
1890-ben a IV. egyetemes tanitógyülés tagja. 1896-ban a Katholikus tanítók kongresszusának Vaszary Koloshoz és Wlassics Gyulához küldött küldöttség tagja. 1905-ben a Katholikus Tanügyi Tanács iskolakönyveket biráló-bizottságának tagja. 1906-ban a népoktatási szakosztály tagja, és a katholikus tanítók százas bizottságának tagja. 1907-ben is részt vett a nagygyűlésen.
Feleségével és a Kendefyekkel a pozsony-főrévi temetőben nyugszik.
A Magyar Országos Méhészeti Egyesület tagja. A pozsonyi róm. kath. autonom hitközség iskolaszékének tagja.

## Elismerései
- 1910-ben X. Piusz pápa által a Pro ecclesia et Pontifice aranykeresztben részesült[17]

## Művei
- 1890 Liebleitner János pozsonyi igazgató-tanító életrajza. Tanításkodásának 50 éves évfordulója alkalmából. Budapest. (Különnyomat a Népnevelőből)
- 1904/1913 Pozsony vármegye és Pozsony város rövid földrajza. A pozsonymegyei népiskolák III. osztályú tanulói számára. Szines térképekkel és szövegrajzokkal. Pozsony. (tsz. Győrffy János)
- 1905/1909/1913 Földrajzi előismeretek. Nyitravármegye rövid földrajza. A nyitravármegyei népiskolák III. osztályú tanulói számára. Budapest. (tsz. Győrffy János)
- 1908 Szabolcsvármegye rövid földrajza... Budapest. (tsz. Győrffy János)
- 1908 Komárom vármegye és Komárom város... Budapest. (tsz. Győrffy János)